# Spraakcodec
Een spraakcodec is binnen de telecommunicatie een COdeer- en DECodeer-systeem voor het omzetten van een analoog spraaksignaal in een digitaal signaal en omgekeerd. Het betreft hier een vorm van broncodering. 
Spraakcodecs verschillen onderling van elkaar in bitsnelheid, coding delay (opgebouwd uit segmentisation delay en computation delay) en subjectieve kwaliteit uitgedrukt in MOS (Mean opinion score). 
De bekendste codec is ITU-T codec G.711 met een bitsnelheid van 64 kbit/s, en een MOS van ongeveer 4,4. Deze codec heeft een coding delay van 0,125 ms en maakt gebruik van logaritmische kwantisatie. In Europa wordt hiervoor de A-law kwantisator gebruikt, in de Verenigde Staten de {\displaystyle \mu }-law (uitgesproken als mu-law) kwantisator.

## Voorbeelden van spraakcodecs
- ITU-T G.711 (A-law of {\displaystyle \mu }-law) (64 kbit/s)
- GSM FRC (13 kbit/s)
- GSM EFRC (13 kbit/s)
- GSM HRC (6.5 kbit/s)
- Speex (diverse bitsnelheden)
- ITU-T G.729 (8 kbit/s)